# Пушка (повесть)
«Пушка» — автобиографическая повесть Дмитрия Холендро.
Повесть «Пушка» вышла в свет более четверти века после разгрома гитлеровской Германии. К этому времени уже существовала большая, мирового звучания литература о Великой Отечественной, и не просто было сказать о войне своё слово, не повторив написанного до тебя.

## Сюжет
Сюжет повести повествует о судьбе поколения писателя, когда его сверстникам буквально со школьных скамей и студенческих аудиторий приходилось направляться на фронт для защиты своей родины во время Великой Отечественной войны.
Автор от своего имени ведет речь о судьбе солдат и младших командиров расчета 122-мм гаубицы, которых война застала на границе. О первых боях, тяжелых путях отступления. Показаны простые взаимоотношения между солдатами и командирами, как до начала войны, так и в ходе боев. Показано, как отношение солдат к своему орудию сплотило их и помогло им выстоять и дойти до своих в первые дни войны.

## Прототипы повести
Повесть автобиографична, о чём можно судить по совпадению фронтового пути и военной судьбы героев с путями и судьбами артиллеристов батареи, в которой Холендро служил.
Холендро прошёл войну сначала наводчиком орудия, затем фронтовым корреспондентом.
В 1974 году редакция журнала «Юность», где была напечатана «Пушка», организовала встречу оставшихся в живых пушкарей той батареи в которой служил автор повести — А. Н. Кедик, Е. А. Якубович, К. А. Лысенко — трое из тех, кто 22 июня 1941 года в Западной Украине принял на себя первый удар фашистов, а потом с боями отходил к Днепру.
Сам автор — Дмитрий Холендро говорил:

«Пушка» — повесть, не документ, но да, она автобиографична… Не было в жизни точно такого орудийного расчета — по именам, по характерам — который описан в «Пушке»… Нельзя сказать с категорической определенностью, кто из пушкарей, собравшихся сегодня за одним столом, кем «выведен» в повести. И пушкари молчат об этом, не это для них главное. Но я могу теперь признаться, что бесспорно оглядывался на Толю Кедика, когда писал командира орудия сержанта Белку, на Кирилла Лысенко, когда выстраивался образ ездового Сапрыкина, а Якубович… ему оставлена в повести его фамилия.
По словам самого автора, он сохранил в повести подлинные фамилии только погибшим товарищам. Исключением стал Якубович, которого автор считал погибшим.

### Якубович
Ефим Александрович Якубович выведен в повести под собственной фамилией, ввиду того, что автор считал его погибшим: Якубович пропал без вести в уманском окружении, попал в плен — в Уманский лагерь, затем попал на работы в Винницкую область, откуда совершил побег. Пришёл к своим, дошел с боями до Чехословакии. После войны — стоматолог-ортопед в Москве.

Якубович… ему оставлена в повести его фамилия. Я изменил его имя, в жизни он Ефим. Изменил кое-что в его судьбе, как того требовала работа.— Автор повести «Пушка» - Дмитрий Холендро

### Сапрыкин
Кирилл Антонович Лысенко — уроженец села Оскольское, 1919 года рождения. Призван в армию в 1939 году, служил ездовым корня. За Днепром назначен старшиной пулеметной роты. Участвовал в сражении на Курской дуге, освобождал Барановичи, Брест, Брестскую крепость, Данциг, Штеттин, Росток в Восточной Померании. После войны окончил сельхозинститут, работал агрономом, а с 1950-го председателем колхоза «Путь Ильича» в родном селе.

В повести на 95 % есть то, что мы пережили… Все совпадает — и то, как нас учили летом и зимой, и то, как мы приезжали с учений и замерзшими руками чистили свои пушки и коней… только после «Пушки» новость — нет-нет, а и родной сын иногда назовет Сапрыкой… — сослуживец Холендро по батарее К. Лысенко о «Пушке»

### Командир орудия сержант Белка
Анатолий Никифорович Кедик — 1921 года рождения, из крестьянской семьи. Призван в армию — стал артиллеристом, перед самой войной был назначен командиром орудия, сержант. После Днепра сражался в Донбассе, на Брянском фронте, на Курской дуге. Потом снова Днепр, Висла. Войну закончил помощником начальника штаба полка в звании майора. После войны стал врачом, жил в Виннице, преподавал в медицинском институте.

Мне лично приятно, что написана она правдиво, почти так, как это все было— А. Кедик о повести «Пушка»

### Рассказчик — Автор
Дмитрий Холендро после описываемых в повести событий — уже за Днепром, был переведён в корреспонденты армейской газеты 12-й армии «Звезда Советов», вся редакция которой погибла в Уманском окружении. Затем в газетах «Вперед» 24-й армии, газете Северной группы войск Закфронта, газете Северо-Кавказского фронта и Отдельной Приморской армии «Вперед за Родину». После войны закончил Высшие литературные курсы для членов Союза писателей СССР — стал писателем и сценаристом.

### Другие действующие лица
Также в повести описаны:
- Заместитель командира полка по хозяйственной части интендант 2-го ранга Шпаков.
- Старшина Примак, сверхсрочник. По словам К. Лысенко «гроза был, а бойцов любил больше себя».
- Командир батареи капитан Евстафьев. По словам К. Лысенко: «Он был красивый, преданный и сдержанный. Налетят бомбардировщики, а он следит, чтобы все бойцы укрылись. А сам погиб — бомба разорвалась почти рядом».

В описываемой в повести батарее служили и другие известные люди:
- Яков Костюковский, автор сценариев кинокомедий «Кавказская пленница», «Бриллиантовая рука».
- Иван Мележ, прозаик, лауреат Ленинской премии за «Полесскую хронику».
- Иван Карабутенко, переводчик украинской прозы на русский язык.

## Издания
- впервые опубликована в журнале «Юность» в 1970 году.
- В 1973 году повесть выходила под издательством Современник.
- В 1978 году повесть была реализована отдельным произведением московским издательством Детская литература ((190 страниц, иллюстрации П. Пинкисевича, тираж 100 тысяч экземпляров)
- В 2005 году издательством Терра повесть была включена в одноимённый сборник, где также имелись произведения «Плавни» и «Яблоки сорок первого года» (336 страниц, ISBN 5-275-01293-4, ISBN 978-5-275-01293-4)